# 魏廣微
魏廣微（1570年—1627年），字顯伯，號道冲，直隸大名府南樂人，明朝閹黨政治人物。历任太子太傅、吏部尚书，建极殿大学士，加太子太师。崇祯初年（1628年）閹黨敗，被追奪誥命。

## 生平
東林黨魏見泉（魏允貞）之子，萬曆二十八年（1600年）庚子科顺天府乡试第五十五名，三十二年（1604年）甲辰科会试四十四名，三甲一百二十二名進士，户部观政，改翰林院庶吉士，授翰林院检讨，萬曆四十一年（1613年）任会试同考官，萬曆四十四年升右赞善，萬曆四十七年（1619年）升右春坊右谕德兼翰林院侍讲。泰昌元年（1620年）十月充经筵日讲官，天啓元年（1621年）升左谕德，兼官如故，二年正月升詹事府少詹事、兼翰林院侍读学士，三月充廷试读卷官，同月升南京礼部右侍郎，與閹黨魏忠賢同鄉，自稱「宗弟」，後與魏忠賢聯宗，稱侄兒。忠賢提拔他，于天啓三年（1623年）正月召拜禮部尙書兼東閣大學士，十月赴任，入内閣參與機務，時人稱之「外魏公」。其父魏見泉好友趙南星惡魏廣微結交魏閹，極力羞辱之。廣微多次以子姪禮拜見，南星閉門不納，對人說“見泉無子”。十一月以皇子誕生，加太子太保，进文渊阁大学士。天啓四年冬十月，熹宗親享太庙，魏广微因後至，被東林黨弹劾，遂引疾乞休，熹宗挽留。五年正月以慶陵完工，加少保兼太子太傅。二月任乙丑科会试考试官，八月引疾乞休，命加少傅兼太子太师，遣行人护送驰驿归里。九月门工成加恩，加左柱国、少师兼太子太师、吏部尚书，进中极殿大学士，荫一子中书舍人。天啓七年（1627年）卒，八月加赠太傅。
崇祯初年（1628年）閹黨敗，被追奪誥命，論戍邊。

## 家族
曾祖魏经，耆壽。祖魏怡，通判、封右佥都御史。父魏允貞，丁丑进士、右副都御史、山西巡抚。
子魏桓、魏匡、魏穆。

## 延伸阅读
[在维基数据编辑]
 《明史卷三百〇六》，出自《明史》